# Raffaello Mascetti
Le comte Raffaello Mascetti est un fictif interprété par Ugo Tognazzi dans la série cinématographique Amici Miei.